# Владиславово (Жнінський повіт)
Владиславово (пол. Władysławowo) — село в Польщі, у гміні Лабішин Жнінського повіту Куявсько-Поморського воєводства.
Населення — 401 особа (2011).

## Демографія
Демографічна структура станом на 31 березня 2011 року:
|          | Загалом | Допрацездатний вік | Працездатний вік | Постпрацездатний вік |
| -------- | ------- | ------------------ | ---------------- | -------------------- |
| Чоловіки | 218     | 41                 | 166              | 11                   |
| Жінки    | 183     | 38                 | 115              | 30                   |
| Разом    | 401     | 79                 | 281              | 41                   |